# Natan Birnbaum
Natan Birnbaum (ur. 16 maja 1864 w Wiedniu, zm. 2 kwietnia 1937 w Scheveningen) – austriacki dziennikarz żydowskiego pochodzenia, filozof, jeden z głównych ideologów współczesnego politycznego syjonizmu. W 1890 roku stworzył pojęcie „syjonizm” na określenie ruchu politycznego, dążącego do powrotu ludności żydowskiej do Palestyny (Izraela). Używał licznych pseudonimów: „Matias Acher”, „Dr. N. Birner”, „Matias Palme”, „Anton Skart”, „Teodor Schwarz” i „Pantarei”.

## Życiorys

### Dzieciństwo i młodość
Natan urodził się w żydowskiej rodzinie w Wiedniu, stolicy Monarchii Austro-Węgierskiej. Był jedynym dzieckiem biznesmena Menachema Mendla Birnbauma i jego żony Miriam Soulmate. Po uzyskaniu tradycyjnego religijnego wychowania został wysłany do państwowego gimnazjum, gdzie uczył się języka niemieckiego i odsunął się od przestrzegania tradycji judaizmu. Jego światopogląd stopniowo ewoluował w stronę asymilacji. Pomimo to, w 1881 roku wstąpił do organizacji Chowewej Syjon.
W latach 1882–1885 studiował prawo na Uniwersytecie Wiedeńskim. Dodatkowo studiował filozofię i orientalistykę. Pod koniec 1882 roku wraz z dwoma innymi studentami założył stowarzyszenie studentów żydowskich Kadimah, którego celem było promowanie żydowskiego nacjonalizmu i idei osadnictwa w Ziemi Izraela. W latach 1885–1886 był prezydentem tego stowarzyszenia.

### Działalność syjonistyczna
W 1884 roku Birnbaum opublikował swoją pierwszą broszurkę zatytułowaną „Choroba Asymilacji” (niem. Die Assimilationsucht). Rok później rozpoczął wydawanie czasopisma Selbstemanzipation! (pol. Samowyzwolenie), które promowało „ideę żydowskiego renesansu i przesiedlenia do Palestyny”. Gazeta ta jest uznawana za kluczowe czasopismo w historii rozwoju ruchu syjonistycznego. W 1894 roku została przemianowana na Juedische Volkszeitung. Znaczna część artykułów była pisana własnoręcznie przez Birnbauma, który na jej łamach w 1890 roku po raz pierwszy użył terminów „syjonizm” i „syjonista”, a w 1892 roku „syjonizm polityczny”.
W 1890 roku ożenił się z Rosą Korngut (ur. 1869, zm. 22 maja 1934) z którą miał trzech synów: Solomona (ur. 1891, zm. 1989), Menachema (ur. 1893, zm. 1944) i Uriela (ur. 1894, zm. 1956).
W 1893 roku opublikował broszurę pod tytułem „Narodowe odrodzenie narodu żydowskiego w swej ojczyźnie, jako sposób rozwiązania kwestii żydowskiej” (niem. Die Nationale des Volkes Juedischen Wiedergeburt w seinem Lande als Mittel zur Loesung der Judenfrage), w której przedstawił wizję utworzenia państwa żydowskiego i osiedlenia w nim europejskich Żydów, jako sposobu rozwiązania kwestii żydowskiej. Po opublikowaniu w 1895 roku przez Theodora Herzla artykułu „Państwo żydowskie” (niem. Der Judenstaat), Birnbaum rozpoczął z nim współpracę. Nie związał się jednak z nurtem politycznego syjonizmu i zawsze reprezentował jego kulturowy odłam. Birnbaum odegrał znaczącą rolę w Pierwszym Kongresie Syjonistycznym, który odbył się w dniach 29-31 sierpnia 1897 roku w Bazylei w Szwajcarii. Wystąpił wówczas w swoim przemówieniu zatytułowanym „Syjonizm jako ruch kulturowy”. Podczas kongresu został wybrany sekretarzem generalnym Światowej Organizacji Syjonistycznej. Jednak bardzo szybko doszło między nim a Herzlem do różnicy ideologicznej. Birnbaum zaczął kwestionować polityczne cele syjonizmu i przywiązywał coraz większą wagę do narodowo-kulturalnej treści judaizmu. Był niezadowolony z negatywnej opinii ruchu syjonistycznego o diasporze i transformacji Światowej Organizacji Syjonistycznej w maszynerię partii politycznej. Z tego powodu w 1900 roku wystąpił z organizacji i odsunął się od nurtu syjonizmu politycznego.

### Działalność kulturalna
Po opuszczeniu ruchu syjonistycznego Birnbaum stał się czołowym rzecznikiem kultury żydowskiej w diasporze. Swoją pracę szczególnie mocno związał z kulturą Żydów aszkenazyjskich i językiem jidysz. W dniach 30 sierpnia - 3 września 1908 roku zorganizował Konferencję Języka Jidysz w Czerniowcach na Ukrainie. Wzięło w niej udział wielu czołowych pisarzy jidysz, a Birnbaum ogłosił jidysz językiem narodowym Żydów. Birnbaum propagował swoje poglądy przez liczne artykuły oraz wykłady wygłaszane w społecznościach żydowskich. Zainicjował w ten sposób prąd i ruch kulturowy zwany jidyszyzmem.
W latach 1912–1914 mieszkał w Berlinie, po czym ponownie powrócił do Wiednia.

### Działalność religijna
W latach poprzedzających I wojnę światową Birnbaum stopniowo porzucił swoje materialistyczne i świeckie poglądy, przyjmując coraz bardziej tradycyjny religijny światopogląd judaizmu. Około 1916 roku został ortodoksyjnym Żydem. Można go postrzegać jako prekursora współczesnego ruchu Baal Teshuva, promującego powrót świeckich Żydów do religijnego życia w judaizmie. W 1917 roku opublikował w języku niemieckim i jidysz książkę „Lud Boży” (niem. Gottesvolk). Niezadowolony z duchowego samozadowolenia religijnych mas, zainicjował ruch starający się o podniesienie duchowej świadomości żydowskiego społeczeństwa. Tym samym działał na rzecz żydowskiego odrodzenia duchowego. W 1919 roku Birnbaum został sekretarzem generalnym międzynarodowej politycznej organizacji ultraortodoksyjnych Żydów Agudat Israel.
W 1921 roku Birnbaum przeprowadził się po raz drugi do Berlina. Widząc negatywny wpływ zurbanizowanego otoczenia na żydowskie życie, promował tworzenie osad rolniczych w których można było rozwijać tradycyjne życie religijne w połączeniu z naturą. Osadnictwo żydowskie w Palestynie spostrzegał jako realizację duchowego celu narodu żydowskiego. Myśli te zawarł w opublikowanej w 1927 roku pracy „W służbie obietnicy” (niem. See Im Dienste der Verheissung).
Gdy w 1933 roku do władzy w Niemczech doszli naziści, Birnbaum wyemigrował w kwietniu wraz z rodziną do Holandii. Zamieszkali w Scheveningen, gdzie wydawał czasopismo Wezwanie (niem. Der Ruf). Wyniszczony chorobami zmarł 2 kwietnia 1937 roku. Został pochowany na żydowskim cmentarzu w Hadze.

## Dzieła
- Selbstemanzipation!. Wiedeń: 1885-1894. Brak numerów stron w książce (periodyk)
- Die jüdische Moderne. Lipsk: 1896. Brak numerów stron w książce
- Ausgewählte Schriften zur jüdischen Frage. Bände: 1910. Brak numerów stron w książce
- Die Freistatt. Eschweiler: 1913-1914. Brak numerów stron w książce (periodyk)
- Den Ostjuden Ihr Recht!. Wiedeń: 1915. Brak numerów stron w książce
- Gottes Volk. Wiedeń: 1918. Brak numerów stron w książce
- Um die Ewigkeit. Jüdische Essays. Berlin: Welt, 1920. Brak numerów stron w książce
- Im Dienste der Verheissung. Frankfurt: 1927. Brak numerów stron w książce
- Der Aufstieg. Berlin, Wiedeń: 1930-1932. Brak numerów stron w książce (periodyk)
- Der Ruf. Scheveningen: 1933-1937. Brak numerów stron w książce (periodyk)